# San Martin (Califòrnia)
San Martin és una concentració de població designada pel cens dels Estats Units a l'estat de Califòrnia. Segons el cens del 2000 tenia 4.230 habitants.

## Demografia
Segons el cens del 2000, San Martin tenia 4.230 habitants, 1.210 habitatges, i 994 famílies. La densitat de població era de 295,9 habitants/km².
Dels 1.210 habitatges en un 37,4% hi vivien nens de menys de 18 anys, en un 67,2% hi vivien parelles casades, en un 9,8% dones solteres, i en un 17,8% no eren unitats familiars. En el 12,6% dels habitatges hi vivien persones soles el 3,9% de les quals corresponia a persones de 65 anys o més que vivien soles. El nombre mitjà de persones vivint en cada habitatge era de 3,44 i el nombre mitjà de persones que vivien en cada família era de 3,66.
Per edats la població es repartia de la següent manera: un 28,3% tenia menys de 18 anys, un 9,2% entre 18 i 24, un 27,6% entre 25 i 44, un 26,7% de 45 a 60 i un 8,2% 65 anys o més.
L'edat mediana era de 36 anys. Per cada 100 dones de 18 o més anys hi havia 101,6 homes.
La renda mediana per habitatge era de 70.064 $ i la renda mediana per família de 70.708 $. Els homes tenien una renda mediana de 56.625 $ mentre que les dones 34.792 $. La renda per capita de la població era de 25.944 $. Entorn del 5,2% de les famílies i el 8,4% de la població estaven per davall del llindar de pobresa.

## Poblacions més properes
El següent diagrama mostra les poblacions més properes.